# Kubiktum
Kubiktum är ett volymmått baserat på det äldre längdmåttet tum. Måttet definieras som volymen av en kub med kantlängden 1 tum.
Vanligen används förkortningen CUI (av engelskans cubic inch) eller In³. De tum som åsyftas när dessa förkortningar används är inte svenska verktum utan engelska tum (inches) à 25,4 millimeter. En kubiktum motsvarar ca 16,4 cm³, och för att omvandla en motorvolym angiven i cui till liter får man dividera med 61.
Kubiktum är även ett äldre svenskt volymmått baserat på det svenska tummåttet och bland annat använt i kokböcker. 1 kanna motsvarade 100 tum³ = 2,61 liter, 1 tum³ = 2,6 cl.